# Dejan Penčić Poljanski
Dejan Penčić Poljanski (Beograd, 20. decembar 1943 — Novi Sad, 23. avgust 2017) bio je srpski pozorišni kritičar, teatrolog, pozorišni reditelj, direktor drame Srpskog narodnog pozorišta u Novom Sadu od 1992. do 1994, jedan od pokretača i organizatora nekoliko pozorišnih festivala. Dobitnik je statuete „Joakim Vujić“ (1995), Sterijine nagrade za pozorišnu kritiku (1998), Zlatnog Beočuga Beograda (1999), Povelje Dana komedije u Jagodini (2006), Zlatne medalje "Jovan Đorđević" (2011), nagrade "Laza Telečki" (2012) i Sterijine nagrade za naročite zasluge na unapređenju pozorišne umetnosti i kulture (2013).

## Biografija
Dejan Penčić Poljanski je rođen u Beogradu, gde je završio Pravni fakultet. Studirao pozorišnu režiju na Akademiji za pozorište, film, radio i televiziju u klasama prof. dr Huga Klajna (nezvanično) i prof. Vjekoslava Afrića i Dimitrija Đurkovića. Pozorišnom režijom se bavio u drugoj polovini šetdesetih i početkom sedamdesetih godina (uglavnom sa amaterima) - i od 1996. Stalni je pozorišni kritičar Drugog programa Radio Beograda, Politike expres i časopisa Teatron (1997—1999). Objavio više od dve hiljade pozorišnih kritika, uređivao emisje na Drugom programu posvećenih umetnosti, posebno pozorišnoj, i snimio i emitovao više stotina razgovora sa glumcima, rediteljima, dramskim piscima i ostalim pozorišnim stvaraocima od kojih se jedan broj čuva u Muzeju pozorišne umetnosti Srbije. Sarađivao u Politici, časopisu „Scena“ i drugim pozorišnim časopisima.
U sezonama 1992-1993. i 1993-1994. bio je direktor drame Srpskog narodnog pozorišta u Novom Sadu. Tokom ovog perioda u pozorištu je izvedeno dvanaest premijera koje su na šesnaest festivala dobile 29 nagrada, od čega pet za predstavu u celini. „Čudo u Šarganu“ Ljubomira Simovića u postavci Egona Savina, pobednilo je na Sterijinom pozorju 1993, a Sterijin „Kir Janja“ u postavci Ljuboslava Majere dobitnik Sterijine nagrade Okruglog stola kritike (1993). U sezoni 2002 — 2003. bio je umetnički direktor Narodnog pozorišta u Užicu.

## Organizator i pokretač
Jedan je od pokretača i organizatora nekoliko pozorišnih festivala:
- Amaterski BRAMS u Beogradu (umetnički direktor 1967, 1968. i 1969. godine)
- Dani Zorana Radmilovića u Zaječaru i
- Jugoslovenski pozorišni festival (JPFU) u Užicu.
- Prvi selektor festivala JPFU (1996, 1997. i 1998) i umetnički direktor ovog festivala (od 2001. do 2005).
- Selektor 26. MESa u Sarajevu (1985, republička selekcija),
- Selektor 5. i 6. Bijenala jugoslovenskog lutkarstva u Bugojnu (1987, 1989),
- Selektor 34. Sterijinog pozorja (1989, republička selekcija),
- Selektor 2, 3, 4 i 5. Jugoslovenskog festivala pozorišta za djecu u Kotoru (1994/1997, lutkarska selekcija),
- Selektor 2. i 3. Vršačke pozorišne jeseni (1994, 1995) i
- Selektor 30. Dana komedije u Jagodini (2002).

Amaterska predstava „Mrlja“ na tekst Želimira Falauta iz 1971. proglašena jednom od trideset najboljih amaterskih predstava u Jugoslaviji,

### Reditelj
Režirao je tri lutkarske predstave na lutkarskoj sceni Narodnog pozorišta „Toša Jovanović“ u Zrenjaninu: 
- „Igramo se Kandida“ po Volteru, u sopstvenoj adaptaciji (najbolja predstava 6. Festića u Beogradu 2000, nagrade za režiju 48. Susreta pozorišta Vojvodine Sremskoj Mitrovici 1998. i 31. Susreta profesionalnih pozorišta Srbije u Beogradu 1998),
- „Sveti đavo Raspućin“ Aleksandra Popovića i
- „Semafor“ Miloša Nikolića.
- „Pokojnik“ (Užičko Narodno pozorište)

### Dramaturg
Bio je i dramaturg Molijerovog „Tartifa“ u užičkom Narodnom pozorištu i reditelj „Pokojnika“ Branislava Nušića u istom teatru (učesnik šest fesivala i dobitnik pet nagrada, najbolja predstava Dana komedije u Bijeljini 2003) 
Objavio je knjigu pozorišnih kritika „Otišlo u (v)etar“ i nekoliko monografija.
Dobitnik je više nagrada, a najznačajnije su: Statuta „Joakim Vujić“ za trajni doprinos pozorišnom životu u Srbiji (1995), Sterijina nagrada za pozorišnu kritiku (1998), Zlatni Beočug Beograda (1999) i Povelja Dana komedije u Jagodini (2006).

### Umetnički direktor festivala
- 1967 - 2. BRAMS - potpredsednik
- 1968 - 3. BRAMS
- 1969 - 4. BRAMS
- 2001 - 6. Jugoslovenski pozorišni festival, Užice
- 2002 - 7. Jugoslovenski pozorišni festival, Užice
- 2003 - 8. Jugoslovenski pozorišni festival, Užice
- 2004 - 9. Jugoslovenski pozorišni festival, Užice
- 2005 - 10. Jugoslovenski pozorišni festival, Užice

### Selektor pozorišnih festivala
- 1968 - 3. BRAMS
- 1985 - 26. MESS, republički selektor/ selektor: Miro Lasić
- 1987 - 5. Bijenale jugoslovenskog lutkarstva, Bugojno
- 1989 - 34. Sterijino pozorje, republički selektor/ selektor: Feliks Pašić
- 1989 - 6. Bijenale jugoslovenskog lutkarstva, Bugojno
- 1994 - 2. Jugoslovenski festival pozorišta za djecu, Kotor
- 1994 - 2. Vršačka pozorišna jesen
- 1995 - 3. Jugoslovenski festival pozorišta za djecu, Kotor
- 1995 - 3. Vršačka pozorišna jesen
- 1996 - 4. Jugoslovenski festival pozorišta za djecu, Kotor
- 1996 - 1. Jugoslovenski pozorišni festival, Užice
- 1997 - 5. Jugoslovenski festival pozorišta za djecu, Kotor
- 1997 - 2. Jugoslovenski pozorišni festival, Užice
- 1998 - 3. Jugoslovenski pozorišni festival, Užice
- 2002 - 30. Dani komedije, Jagodina

## Nagrade
Dobitnik je:
- Statuta „Joakim Vujić“ (1995), Sterijina nagrada za pozorišnu kritiku (1998),
- Zlatnog Beočuga Beograda (1999) i
- Povelje Dana komedije u Jagodini (2006).
- pobednik je nekolikih amaterskih festivala i
- dobitnik je nagrade lista „Politika“
- Zlatna medalja "Jovan Đorđević" (2011)
- Sterijine nagrade za naročite zasluge na unapređenju pozorišne umetnosti i kulture (2013).

## Knjige
1. Monografija: Pozorišni susreti “Joakim Vujić”, Teatron 63/64/65, Muzej pozorišne umetnosti Srbije 1989.
2. Pozorišne kritike beogradskih premijera 1973/1983 “Otišlo u (v)etar”, Prometej, Novi Sad 1992.
3. Monografija: 55. Susreta, Festivala pozorišta Vojvodine, Zajednica profesionalnih pozorišta Vojvodine, Novi Sad 2005.
4. Prva 43. Joakima, predstave i nagrade 1965-2007, Zajednica profesionalnih pozorišta Vojvodine Srbije, Kruševac 2007.
5. Monografija: Reditelj Egon Savin, Srpsko narodno pozorište Novi Sad 2011.
6. Pregled premijera Sterijinih komada na našim profesionalnim scenama od 1838. do 2006, Separat Zbornika “Sterija fenomen vremena 1806-1856-2006”. Priređivač i urednik Hadži Zoran Lazin, Sterijino pozorje, 2006.